# ENI-Nummer

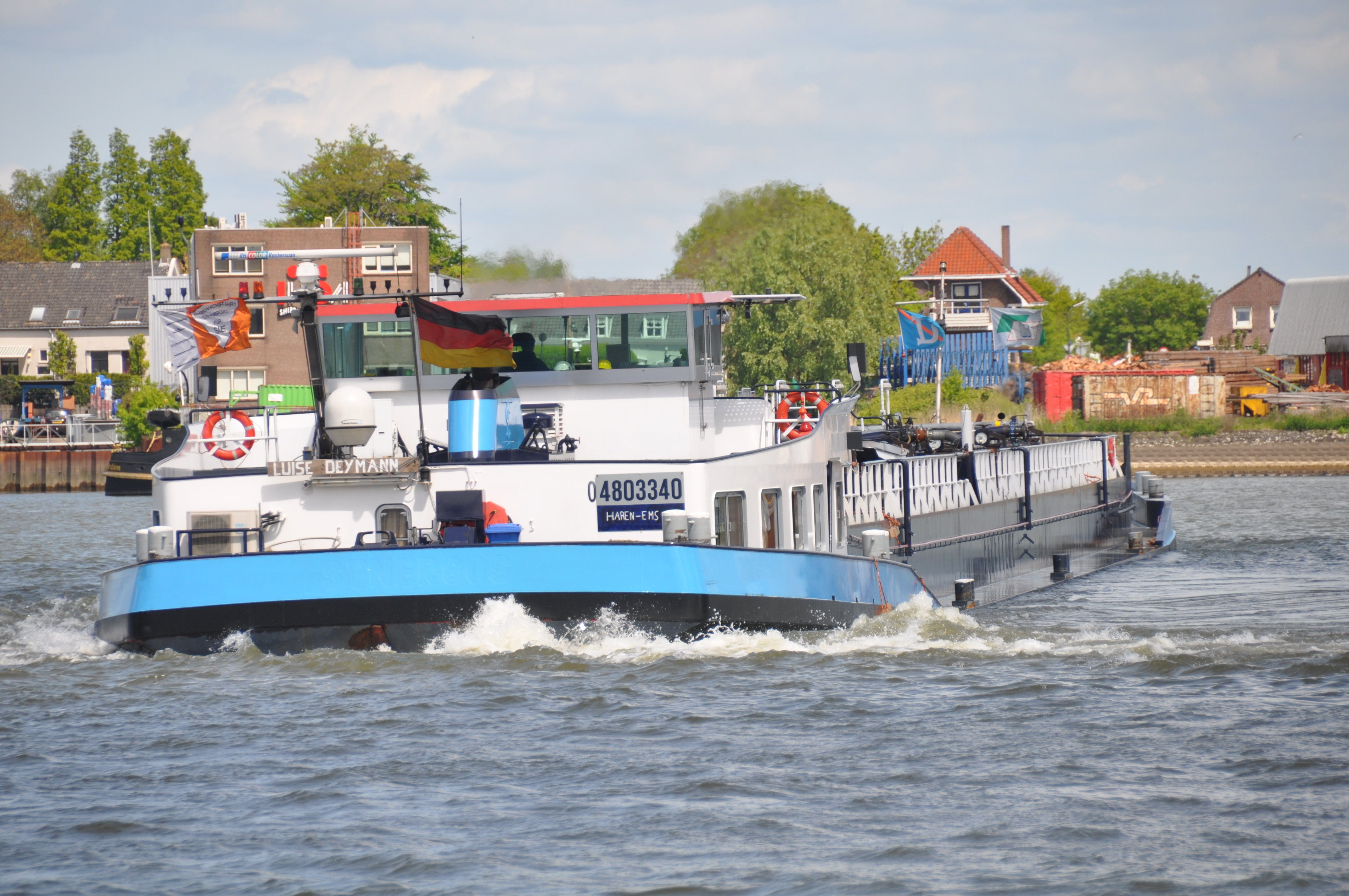
Binnenschiff mit ENI-Nummer aus ehemaliger Europanummer plus vorangestellte Null

Bei der European Number of Identification, kurz ENI-Nummer genannt, handelt es sich um eine einheitliche Registrierungsnummer für Binnenschiffe. Alle Binnenschiffe in Europa sollen seit 1. April 2007 nach einem europaweit einheitlichen Verfahren mit einer achtstelligen einheitlichen europäischen Schiffsnummer gekennzeichnet werden. Schiffe mit einem Rheinattest behalten ihre bisherige amtliche Nummer, auch bekannt unter der ehemaligen, nicht mehr gebräuchlichen Bezeichnung „Europanummer“, der lediglich eine „0“ vorangestellt wird. Die Nummernfolge ist unveränderbar und wird dem Schiff auf Lebenszeit zugeordnet, selbst bei dessen Wechsel in ein anderes Land. Mit diesem neuen System wurde das bisher auf dem Rhein geltende System im Großen und Ganzen übernommen.
Die Zentralkommission für die Rheinschifffahrt hat in enger Zusammenarbeit mit der Europäischen Gemeinschaft dieses neues Identifikationssystem für Binnenschiffe erarbeitet. Sie hat eine Änderung ihrer Polizeiverordnung und ihrer Rheinschiffsuntersuchungsordnung durchgeführt, um die „einheitliche europäische Schiffsnummer“, gemeinhin „ENI-Nummer“ genannt, einzuführen (§§ 2.17, 2.18 und 24.08 RheinSchUO).

## Aufbau der europäischen Schiffsnummer
A A A X X X X X
- A = Code der zuständigen Behörde, die die europäische Schiffsnummer erteilt.
- X = Fortlaufende Nummer.

Zahlenbereiche für zuständige Behörden:
- 001–019  Frankreich
- 020–039  Niederlande
- 040–059  Deutschland (048xxxxx für Nummern, die durch das Dezernat Technische Schiffssicherheit an gewerbliche Fahrzeuge vergeben wurden, und 050xxxxx für Nummern, die an Fahrzeuge der Wasserstraßen- und Schifffahrtsverwaltung des Bundes vergeben wurden)[2]
- 060–069  Belgien
- 070–079  Schweiz
- 080–099 reserviert
- 100–119  Norwegen
- 120–139  Dänemark
- 140–159  Vereinigtes Königreich
- 160–169  Island
- 170–179  Irland
- 180–189  Portugal
- 190–199 reserviert
- 200–219  Luxemburg
- 220–239  Finnland
- 240–259  Polen
- 260–269  Estland
- 270–279  Litauen
- 280–289  Lettland
- 290–299 reserviert
- 300–309  Österreich
- 310–319  Liechtenstein
- 320–329  Tschechien
- 330–339  Slowakei
- 340–349 reserviert
- 350–359  Kroatien
- 360–369  Serbien
- 370–379  Bosnien und Herzegowina
- 380–399  Ungarn
- 400–419  Russland
- 420–439  Ukraine
- 440–449  Belarus
- 450–459  Moldau
- 460–469  Rumänien
- 470–479  Bulgarien
- 480–489  Georgien
- 490–499 reserviert
- 500–519  Türkei
- 520–539  Griechenland
- 540–549  Zypern
- 550–559  Albanien
- 560–569  Nordmazedonien
- 570–579  Slowenien
- 580–589  Montenegro
- 590–599 reserviert
- 600–619  Italien
- 620–639  Spanien
- 640–649  Andorra
- 650–659  Malta
- 660–669  Monaco
- 670–679  San Marino
- 680–699 reserviert
- 700–719  Schweden
- 720–739  Kanada
- 740–759  Vereinigte Staaten
- 760–769  Israel
- 770–799 reserviert
- 800–809  Aserbaidschan
- 810–819  Kasachstan
- 820–829  Kirgisistan
- 830–839  Tadschikistan
- 840–849  Turkmenistan
- 850–859  Usbekistan
- 860–869  Iran
- 870–999 reserviert